# Radula variabilis
Radula variabilis là một loài rêu trong họ Radulaceae. Loài này được S. Hatt. mô tả khoa học đầu tiên năm 1944.
Danh pháp khoa học của loài này chưa được làm sáng tỏ. 